# Condado de Orange (Virginia)
El condado de Orange es uno de los 95 condados del estado estadounidense de Virginia. Su sede de condado se encuentra en Orange, la cual es también su mayor ciudad. El condado tiene un área de 889 km² (de los cuales 4 km² están cubiertos por agua), una población de 25.881 habitantes, y una densidad de población de 29 hab/km² (según el censo nacional de 2000). El condado fue fundado en 1734.

## Condados adyacentes y ciudades independientes
- Condado de Madison (oeste)
- Condado de Culpeper (norte)
- Condado de Spotsylvania (este)
- Condado de Louisa (sur)
- Condado de Albemarle (oeste)
- Condado de Greene (oeste)

## Demografía
Según la Oficina del Censo en 2000, los ingresos medios por hogar en el condado eran de $42,889, y los ingresos medios por familia eran $48,197. Los hombres tenían unos ingresos medios de $31,982 frente a los $24,209 para las mujeres. La renta per cápita para el condado era de $21,107. Alrededor del 9.20% de la población estaban por debajo del umbral de pobreza.

## Localidades
- Gordonsville
- Orange

### Comunidades no incorporadas
- Barboursville
- Locust Grove